# Sacuma (poloostrov)
Poloostrov Sacuma (薩摩半島; Sacuma-hantó) je poloostrov, který vybíhá na jih z jihozápadní části ostrova Kjúšú v Japonsku. Směrem na západ se rozkládá Východočínské moře a na východě leží za Kagošimským zálivem poloostrov Ósumi. Administrativně je poloostrov součástí prefektury Kagošima a na jeho východní straně leží hlavní město prefektury Kagošima.
Blízko jižního cípu poloostrova leží 924 metrů vysoká hora Kaimon (開聞岳, Kaimon-dake) a horké prameny Ibusuki Onsen.